# Manuel Fernández Ginés
Manuel Fernández Ginés (La Zubia, 25 febbraio 1971) è un ex ciclista su strada spagnolo, professionista dal 1993 al 2000.

## Palmarès

### Strada
- 1996 (Mapei-GB, una vittoria)

Campionati spagnoli, Prova in linea Elite
- 1997 (Banesto, due vittorie)

5ª tappa Vuelta a Asturias (Gijón > Alto del Acebo)
Classifica generale Vuelta a Asturias

#### Altri successi
- 1994 (Mapei-CLAS)

Classifica scalatori Vuelta a Murcia
- 1996 (Mapei-GB)

Trofeo Zumaquero

## Piazzamenti

### Grandi Giri
- Giro d'Italia

1996: 21º
- Tour de France

1996: 16º
1999: 49º
- Vuelta a España

1994: 44º
1995: ritirato (14ª tappa)
1998: 69º
1999: ritirato (5ª tappa)

### Classiche monumento
- Milano-Sanremo

1998: 133º
- Giro delle Fiandre

1993: 94º
- Liegi-Bastogne-Liegi

1999: 24º

### Competizioni mondiali
- Campionati del mondo

Agrigento 1994 - In linea Elite: ritirato
Duitama 1995 - In linea Elite: ritirato
- Giochi olimpici

Atlanta 1996 - In linea: 77º